# Chasicó
Chasicó es una localidad al sudoeste de la provincia de Buenos Aires, Argentina ubicada en el sur del partido de Tornquist. Pertenece a la región pampeana semiárida.
Cuenta con jardín de infantes, escuela primaria, escuela secundaria, una sucursal de Correo Argentino, sala de primeros auxilios, Policía, cuartel de bomberos, un club social y deportivo (Gral. San Martín) y existe un Museo Arqueológico Privado.

## Ubicación
Se encuentra a 43 km al  sudoeste de la ciudad de Tornquist a través de la ruta provincial 76.

## Población
Cuenta con 200 habitantes (Indec, 2010), lo que representa un descenso del 2,9 % frente a los 209 habitantes (Indec, 2001) del censo anterior.
| Gráfica de evolución demográfica de Chasicó entre 1991 y 2010 |
|                                                               |
| Fuente: Censos nacionales del INDEC.                          |